# Dek

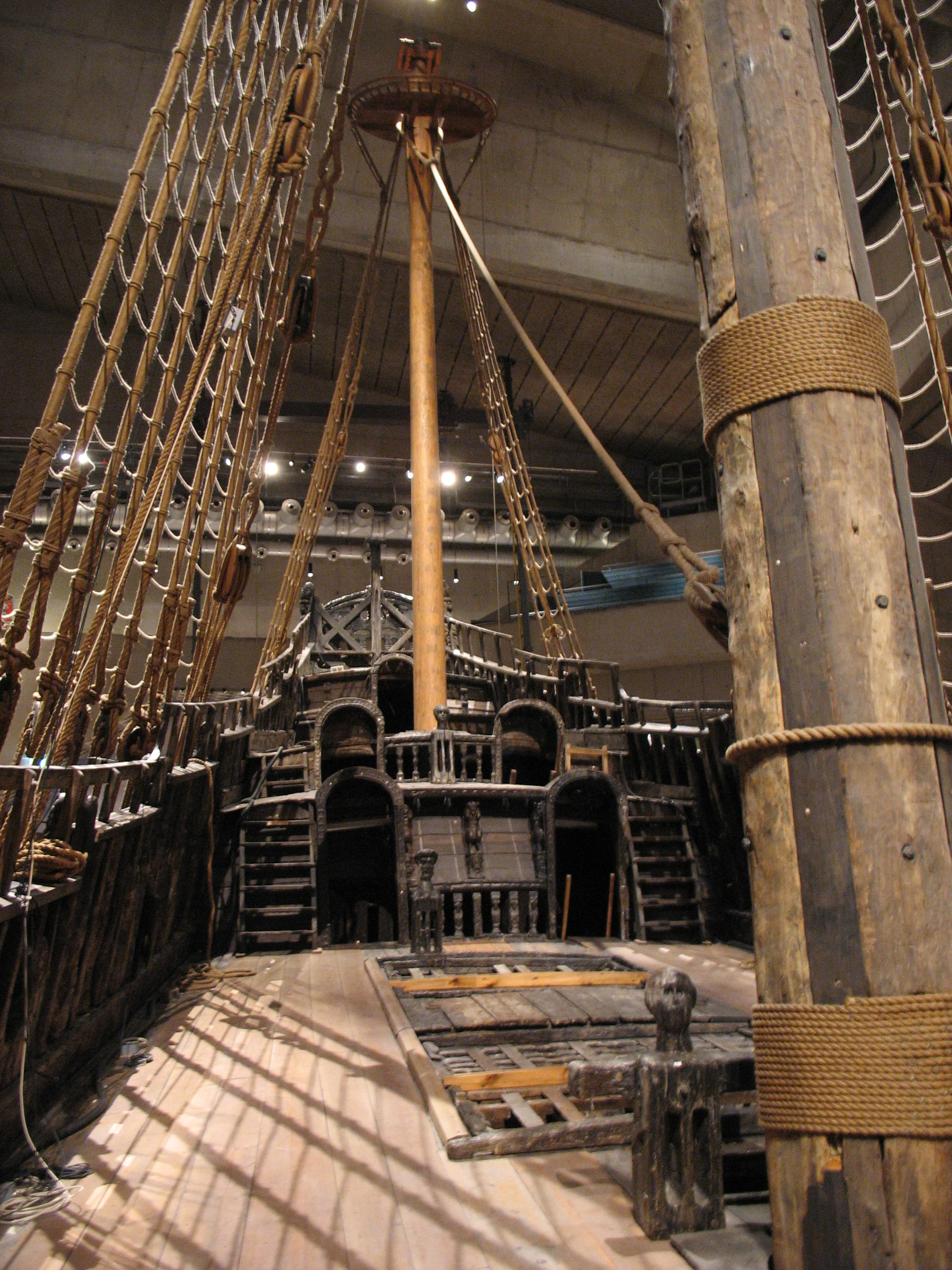
Bovenste dek van het 17e-eeuwse Zweedse oorlogsschip de Vasa in het Vasamuseum in Stockholm

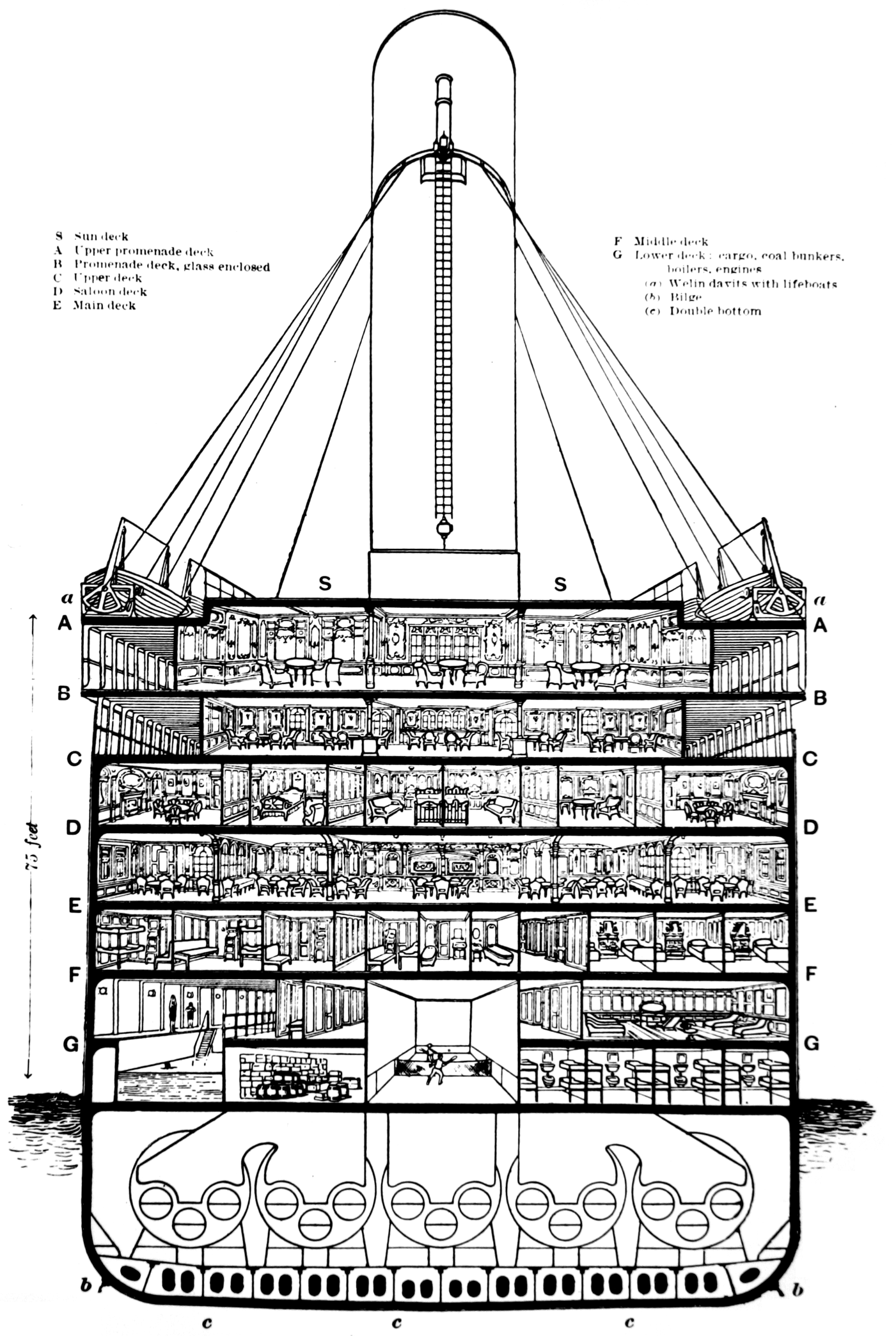
Dwarsdoorsnede van de Titanic (1911) die de verschillende dekken toont.

Een dek of scheepsdek van een schip is de horizontale afscheiding tussen de diverse compartimenten. Het belangrijkste is het dek dat de romp afsluit aan de bovenkant. Naast de afsluitende functie draagt dit dek ook bij aan de scheepssterkte. Bij sommige schepen wordt het grootste deel hiervan ingenomen door de laadruimopeningen. Het overblijvende deel in de zijden, of boorden, wordt gangboord genoemd.
Het aantal dekken geeft het aantal lagen van het schip aan, zoals de verdiepingen van een flatgebouw. De dekken dragen verschillende namen, zoals hoofddek en tussendek, soms afhankelijk van hun functie, bijvoorbeeld brugdek (het dek waarop de stuurhut staat) of sloependek (waarop de reddingboten zich bevinden). De Titanic bijvoorbeeld, beschikte over acht dekken boven de scheepsmotoren, van boven naar beneden: het zonnedek, twee promenadedekken (het bovenste open, het onderste afgesloten met glas), het bovendek, salondek, hoofddek, middendek en benedendek. Ook moderne, grote cruiseschepen beschikken over vele dekken. Op moderne schepen zijn de dekken vaak genummerd en vooral op cruiseschepen worden ook wel fantasienamen gebruikt.
Waren scheepsdekken vroeger van hout, tegenwoordig wordt meestal gebruikgemaakt van staal. Daarnaast worden echter uiteenlopende materialen gebruikt, variërend van hout tot glasvezelversterkte kunststof.

## Afbeeldingen

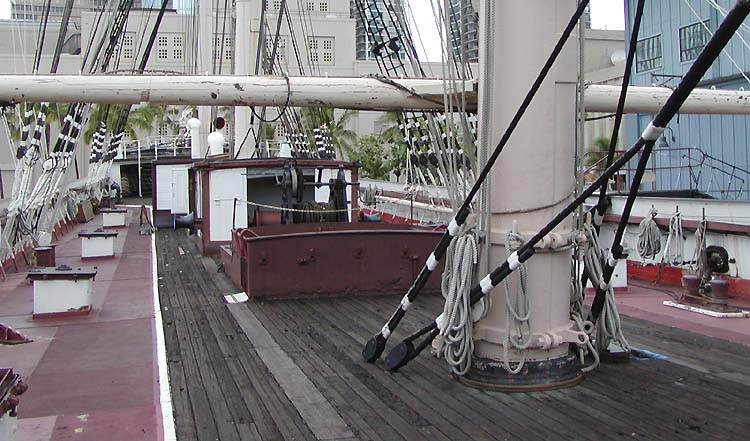
Het ijzeren bovendek van de Falls of Clyde, met houten planken in het midden
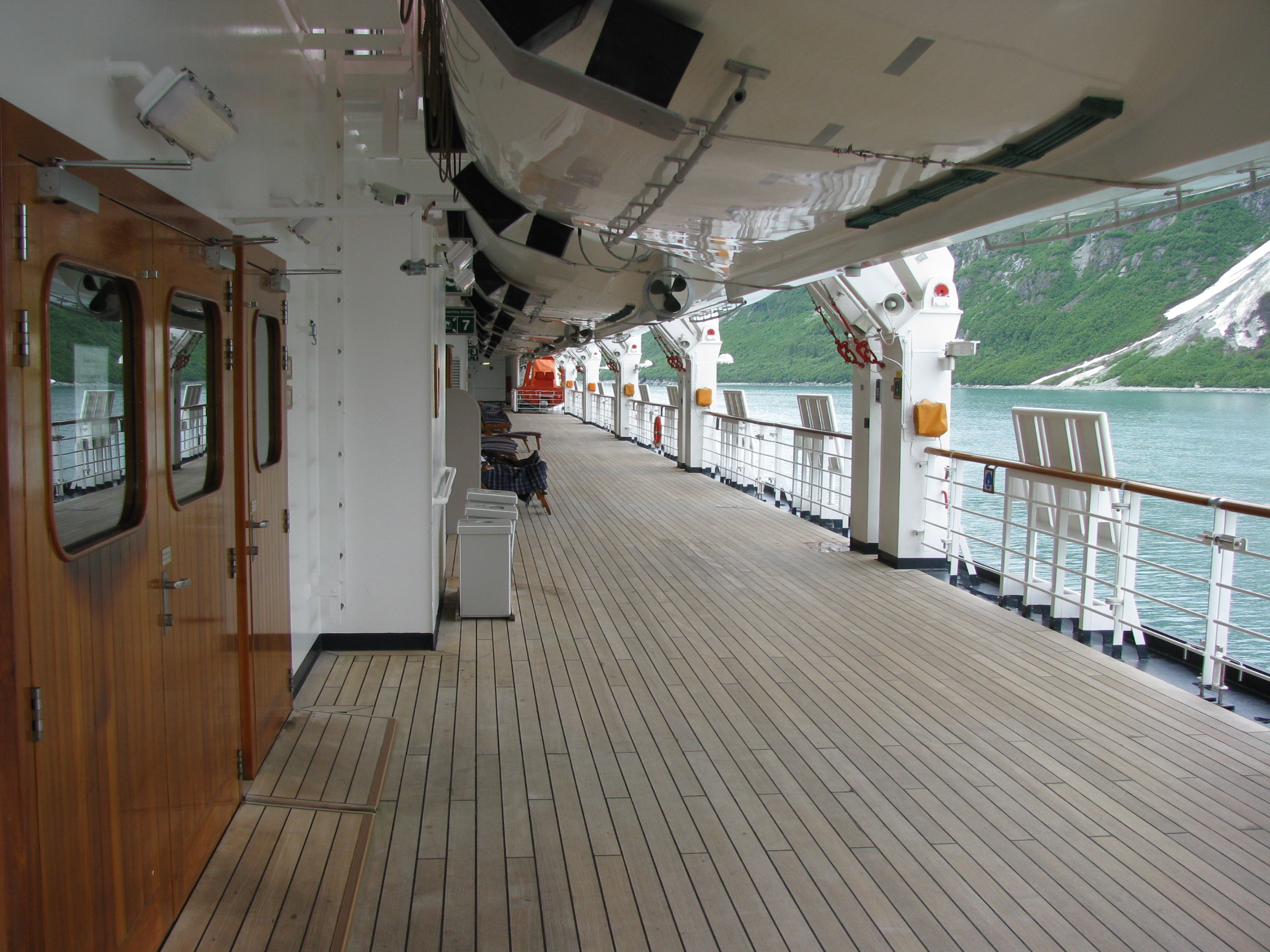
Het promenadedek van het cruiseschip de Westerdam
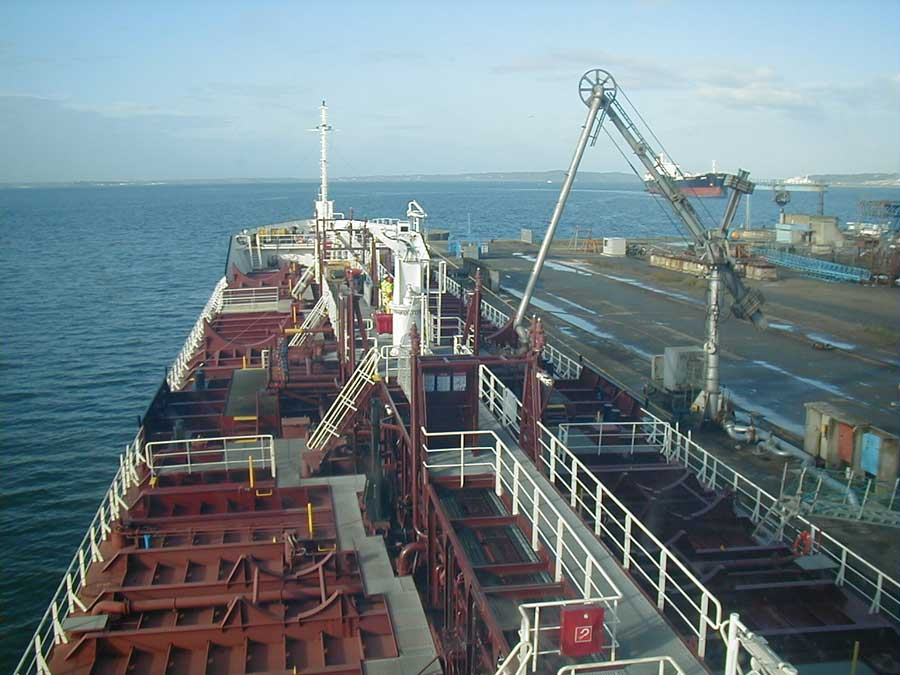
Het dek van de Chassiron. De dekbalken en langsspanten van deze tanker zijn aan de bovenzijde geplaatst, zodat de tanks aan de binnenzijde gladwandig zijn en daardoor eenvoudiger schoon te maken
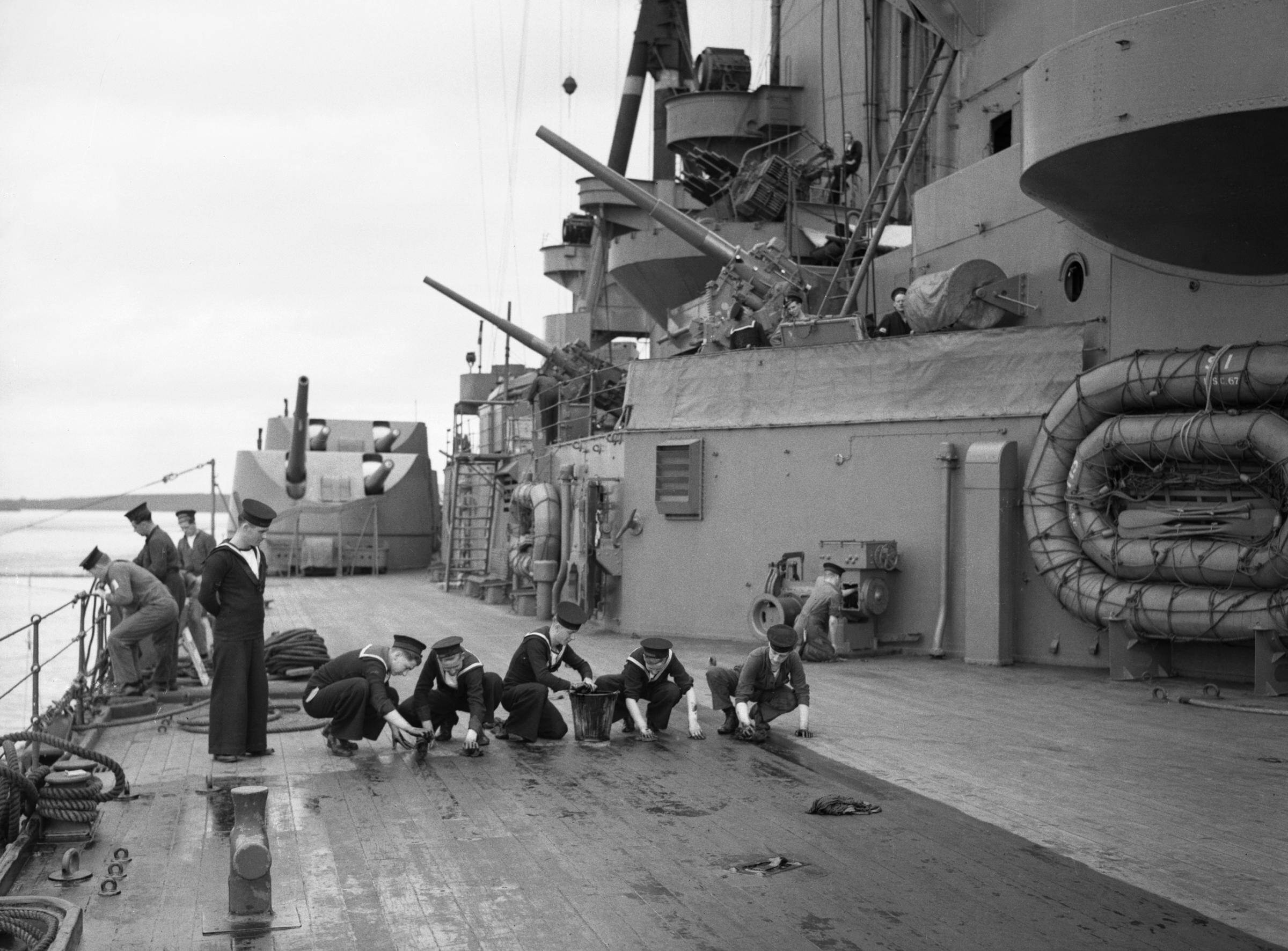
Matrozen schrobben het dek van het Britse oorlogsschip Rodney in de Tweede Wereldoorlog